# Anna Susanne von der Osten
Anna Susanne von der Osten (født 4. februar 1704 i København, død 1. maj 1773 i København) var hofdame og legatstifter.
Hun var datter af generalløjtnant Christian Georg von der Osten (d. 1735) og blev født i København 4. februar 1704. 1720 blev hun hofdame, 1736 hofmesterinde hos Prinsesse Charlotte Amalie og fik 1737 enkedronningens orden, l'union parfaite. Hun var dekanesse for det adelige frøkenkloster i Uetersen og døde i København 1. maj 1773 efter i 1770 at have funderet en stiftelse til adelige frøkeners underhold.
Den von Ostenske Stiftelse blev oprettet ved testamente af 11. juli 1770 som en stiftelse for adelige frøkener af den evangelisk-kristelige trosbekendelse, der ikke på anden måde er forsørgede. Stifterindens slægtninge og især de, der nedstammer fra hendes morfader, admiral Frederik Eiler Gjedde, har fortrinsret. Stiftelsen bestyres ifølge reskript af 18. november 1828 af stiftamtmanden over Fyns Stift.